# NGC 6541
NGC 6541 ist ein Kugelsternhaufen im Sternbild Südliche Krone.
Der Kugelsternhaufen NGC 6541 wurde am 19. März 1826 von dem Astronomen Niccolò Cacciatore entdeckt.